# 魏惠王
魏惠王（前400年—前319年），本名魏罃，一作魏嬰，魏武侯之子，生於魏文侯二十五年（前400年），全谥为魏文惠王或魏惠成王，通稱魏惠王，戰國時期魏國的第三代君主，在位期間為前370年－前319年。
原本為侯，五國相王後稱王，在位时期魏国由盛至衰。《孟子》一書中又稱其為梁惠王，《莊子》中稱文惠君。

## 魏惠王在位年代
司馬遷《史記·六國年表》記魏惠王元年在周烈王六年（前370年），至周顯王三十四年（前335年），在位36年。
自晉代汲郡出土《竹書紀年》後，學者發現魏惠王在周顯王三十四年時未死，只是改元又稱一年，即魏惠王後元元年。以後如司馬光《資治通鑑》、于鬯的《戰國策年表》，皆作周烈王六年（前370年）至周慎靚王二年（前319年），在位52年。
爾後雷學淇《竹書紀年義証》、王國維《古本竹書紀年輯校》、錢穆《先秦諸子繫年》等，皆以魏惠王元年在前370年為據，上推文侯、武侯之年世。然未查覺魏惠王元年至稱王改元的三十五年間，《史記》與《紀年》所載史實年代相同之事多有不合，如《史記》多《紀年》一年者有六例，多二年有兩例，年代相合者一件也無。據楊寬考証，魏惠王元年在周烈王七年（前369年）；周顯王三十五年（前334年）稱王改元，至周慎靚王二年（前319年），改元前35年，改元後16年，合計在位51年。

## 生平

### 爭立為君
魏武侯二十六年（前370年）魏國國君魏武侯去世，由於死前並未確立繼承人，國內發生混亂，魏罃與公子緩互相爭立。七月，公子緩逃亡到達趙國邯鄲。這時公孫頎從宋國經趙國進入韓國會見韓懿侯，說：「魏罃與公子緩互相爭立為國君，大王可聽說這件事了吧？如今魏罃得到了王錯的輔佐，擁有上黨，只算擁有半個國家。趁這個機會除掉他，一定能打敗魏國的，可不能失去這個機會啊。」懿侯聽了很高興，就跟趙成侯合兵一起進攻魏國。
次年（前369年，魏惠王元年），濁澤之戰，魏國大敗，魏罃被圍困。趙侯對韓侯說：「除掉魏君，讓公子緩即位，割地後，我們退兵，對我們有利。」韓侯說：「不能這樣。殺死魏君，人們必定會指責我們殘暴，割地退兵，人們必定會指責我們貪婪。不如把魏國分成兩半，一半給予魏罃，一半給予公子緩。魏國分為兩國，不會比宋國、衛國還強，我們就永遠也不會有魏國的禍患了。」趙侯不聽。韓侯不高興，帶領各自的軍隊連夜離去。魏罃則殺死了公子緩，成為了魏國君主，史稱魏惠王。
太史公評論說：「惠王之所以没有死，魏國没有被分裂的原因，就在於韓、趙兩家的意見不和，如果聽從一家的意見，魏國就一定被分裂了。所以說『君主死了没有嫡子繼承，這個國家就可能被攻破。』」
之後不知原因，王錯在魏惠王二年（前368年）逃亡到韓國。惠王任命公孫痤為宰相，與韓、趙兩國軍隊在澮北作戰，俘虜趙將樂祚，惠王很高興，特別到城外迎接，並賞財良田百萬畝為俸祿，公孫痤拜謝，講述前人的遺教和功勞，又說：「乘敵人的疏忽而猛打戰鼓，絲毫不敢有所怠慢，只有這點臣能作到。大王僅僅認為臣的右手沒有倦怠，而重賞臣，是什麼道理呢？假如認為臣有功，那臣的功在哪裡？」
惠王說：「賢卿的話有道理。」於是尋訪吳起的後人，賞財他們良田二十萬。
之後一度攻破秦孝公於櫟陽，秦退回雍城。

### 遷都大梁
魏惠王九年（前361年）四月一日（西曆5月13日），遷都大梁（河南開封東南），以便進取中原謀取霸業。
魏惠王十年（前360年）開通人工運河鴻溝。範台之會時魯共公曾告戒他“縱慾者必亡其國”，要他“清心寡欲”，公孫痤去世前，勸惠王重用商鞅，以富國強兵。要不然就斬殺了商鞅，避免被敵國所用，惠王都不聽。而後商鞅入秦，助秦國變法。
魏惠王三十一年（前339年），秦國奪取了西河地區（一個位於現在陝西東部與山西邊界，黄河西岸的畜牧和戰略要地）。

### 圍趙邯鄲
惠王前期，多次與鄰國君主會面，並與韓國、趙國互相交換領土，使魏國領土連結為一片。
惠王十五年（前355年）趙伐衛，魏國救衛，打敗趙國，派遣10萬軍隊包圍趙都邯鄲，並於次年十月攻破該城。趙成侯北走信都，齊國以圍魏救趙的方法救趙，魏國派遣龐涓帶領8萬軍隊迎戰，在十二月發生桂陵之戰。此戰魏將龐涓雖然被擒，但是魏軍主力未受多大損失。惠王十八年(前352年)魏國扭轉局勢，與韓國結盟，合攻包圍襄陵城的齊、衛、宋之聯軍，聯軍在此戰被打敗，齊威王於是收兵，並請楚國大臣景舍調停。次年，惠王與趙成侯會於漳水，缔结盟約以和，魏國將邯鄲歸還給趙國。
中原戰局結束後，惠王集中軍力對付西邊的秦國，迫使趁虛而入的秦國求和。

### 魏初稱霸
惠王二十六年（前344年），惠王與十二國諸侯在逢澤之地會面，率諸侯朝見天子，即周顯王，並企圖攻打秦國。秦孝公聽了很害怕，下達命令加強守備以等待魏軍的來犯。這時商鞅獻策。孝公於是派商鞅前去會見惠王。

### 齊秦夾擊
惠王二十九年（前341年）發生馬陵之戰，二度為齊軍孫臏所敗。
惠王三十一年（前339年），秦相商鞅誘執魏公子卬，大敗魏軍，迫使魏國將河西獻出，與秦講和。魏惠王後期，魏國反復的作戰與戰敗，魏國國勢衰退。

### 徐州相王
惠王三十六年（前334年），惠王率領韓國和一些小國到徐州（今山東滕州市東南）朝見齊威王，尊齊威王為王，齊威王不敢獨自稱王，於是也承認魏的王號，史稱「會徐州相王」。惠王並改此年為後元年（前334年）。這標誌著楚國自楚武王以來的诸侯国唯一称王者，地位喪失，楚威王對此憤怒不已，“寝不寐，食不飽”。
惠王後二年（前333年），楚威王領大軍伐齊，趙、燕兩国乘機出兵攻齊。

### 張儀初為秦相
惠王後二年（前333年），張儀認為列國中唯有秦國才有能力打擊趙國，就投奔秦國，晉見君主秦伯駟，秦伯駟任命他為客卿。
惠王後七年（前328年），張儀說服秦伯駟把蒲陽歸還給魏國，並用計使魏國割讓上郡（陝西綏德）給秦國，張儀回去後，秦伯駟任命他當相邦。

### 五國相王
惠王後十二年（前323年），魏人公孫衍發起了魏、韓、趙、燕、中山“五國相王”之事，來對抗張儀的連橫策略。
惠王後十六年（前319年）冬季，惠王去世，享壽達81歲。

## 文學記載中的惠王
在《孟子》中，惠王有一天問孟子：「我對國家盡心盡力，怎麼我國的百姓人口也沒有明顯的增加？」說自己幫助災民非常努力。孟子以在戰場上逃了五十步的士兵，竟嘲笑逃了一百步的士兵的比喻，警惕了惠王，不要拿這樣的小惠跟別的諸侯比較。此即五十步笑百步。
《莊子》中，廚師庖丁為惠王殺牛，並藉機講述道家養生的道理。此即庖丁解牛。
三人成虎的典故也與魏惠王有關，《戰國策．魏策二》提到龐蔥和魏太子去趙國當人質，龐蔥離開前以三人成虎的比喻勸諫惠王不要聽信讒言。

## 家庭
父親
- 魏武侯魏擊

兄弟
- 魏緩
- 公子卬

兒子
- 太子申（嫡長子）
- 魏襄王魏嗣
- 公子赫（太子申同母弟）

## 影视形象

### 電視劇
| 年份 | 劇名               | 演員   |
| ---- | ------------------ | ------ |
| 2009 | 《大秦帝国之裂变》 | 李立群 |
| 2012 | 《大秦帝国之纵横》 | 李立群 |

### 引用
1. ↑  .   [2021-01-08]. （原始内容存档于2021-01-12）.
2. ↑  〈孟子梁惠王上〉重要篇章解析[永久]，中華民國教育部南區區域教學資源中心
3. ↑  楊寬《戰國史料編年輯証》卷首「魏惠王年世之考訂」，臺灣商務出版社，第39至50頁
4. ↑  《魏策一》第8章

### 書籍
- 韓兆琦，《新譯史記讀本》，台灣，三民書局，2008年2月初版
- 楊寬，《戰國史》，台灣，台灣商務印書館，1997年初版

| 前任： 魏武侯 | 魏國第三代君主 前370年－前319年 | 繼任： 魏襄王 |